# فرناندو مينديز
فرناندو مينديز (5 نوفمبر 1966 في البرتغال - ) هو لاعب كرة قدم برتغالي في مركز الدفاع. شارك مع منتخب البرتغال تحت 21 سنة لكرة القدم ومنتخب البرتغال لكرة القدم. أما مع النوادي، فقد لعب مع إستريلا دا أمادورا وسبورتينغ لشبونة ونادي بنفيكا ونادي بوافيشتا ونادي بورتو ونادي بيلينينسش ونادي فيتوريا سيتوبال وC.D. Montijo ‏.

## وصلات خارجية
- فرناندو مينديز على موقع قاعدة بيانات كرة القدم.إي يو (الإنجليزية)
- فرناندو مينديز على موقع ناشيونال فوتبول تيمز (الإنجليزية)